# George Lloyd (componist)

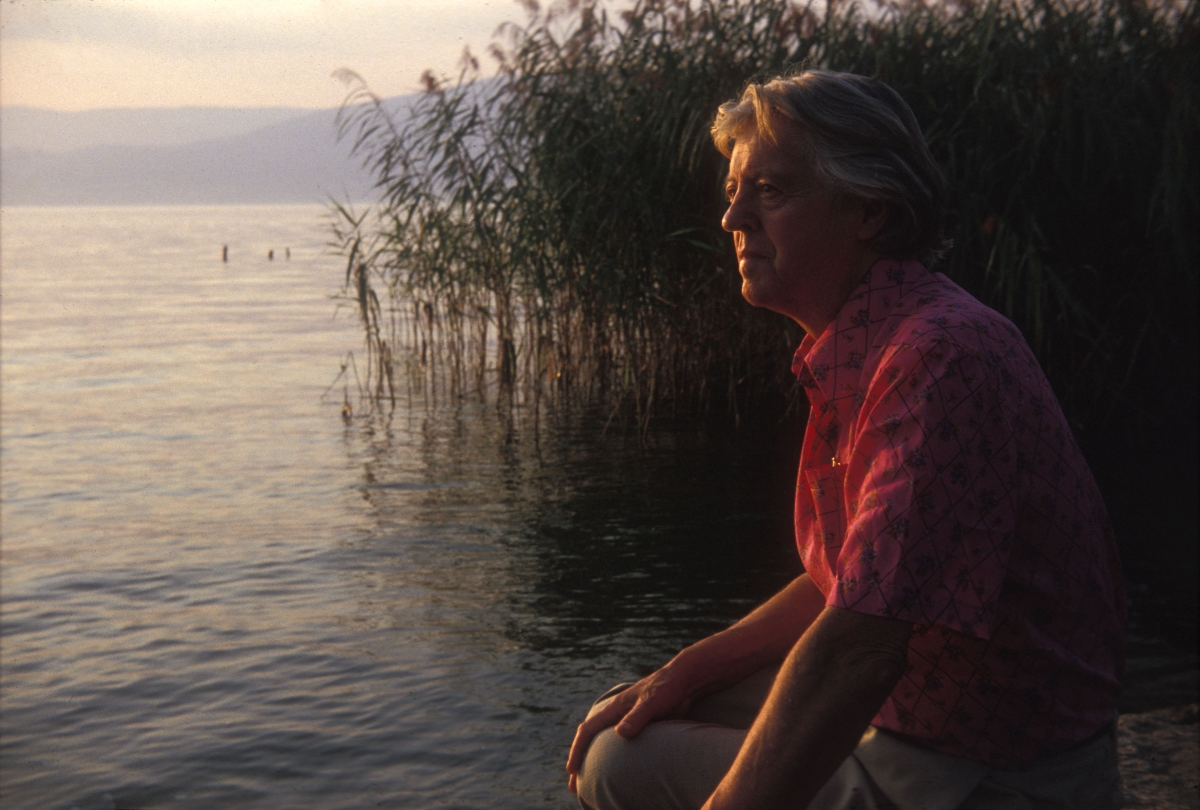
George Lloyd in 1985

George Walter Selwyn Lloyd (St. Ives (Cornwall), 28 juni 1913 – Londen, 3 juli 1998) was een Brits componist en dirigent. Hij kwam uit een muzikale familie, zijn vader William Lloyd was fluitist en zijn moeder speelde verschillende strijkinstrumenten. Zijn vader was ook de librettist van zijn opera's.

## Levensloop
Lloyd kreeg zijn eerste vioollessen op 5-jarige leeftijd. Later vertrok de familie naar Londen, waar George aanvankelijk privé compositie studeerde bij Harry Farjeon, contrapunt bij Charles Herbert Kitson en viool bij Albert Sammons. Vervolgens studeerde hij aan de Royal Academy of Music te Londen.
Met zijn opera's Iernin (1934) en The Serf (1938) had hij al spoedig succes. Ook zijn symfonieën nrs. 1 tot 3 schreef hij al in zijn jonge jaren. In 1937 huwde hij met Nancy Juvet.
Tijdens de Tweede Wereldoorlog (1942/1942) diende hij bij als muzikant bij de Band van de Royal Marines. Maar hij was ook ingezet bij patrouilles van het schip HMS Trinidad in de Noordelijke IJszee. Onder andere werd dit schip op een vaart naar Moermansk door een eigen torpedo (circular track) getroffen, waarbij 32 zeelui het leven lieten. Lloyd kon zich redden, maar moest vervolgens met zware neurotische stoornissen leven (shellshock). Tijdens zijn herstel was hij van 1945 tot 1948 in Zwitserland, waar onder andere zijn 4e en 5e symfonie ontstonden. Hij kwam terug naar Cornwall en vertrok vervolgens naar het graafschap Dorset. In Dorset had hij een klein bedrijf met een anjer- en paddenstoelkwekerij, maar langzamerhand componeerde hij ook weer. Eerst in de jaren 1960 stopte hij met zijn kwekerij en componeerde weer fulltime. De muzikale smaak had zich geweldig veranderd. Ook de BBC prefereerde intussen het Europese modernisme en serialisme.
Met dirigenten zoals Charles Groves en Edward Downes vonden zijn werken weer de aandacht van het publiek. Ook de pianist John Ogdon heeft zich voor de uitvoering van zijn pianoconcerten ingezet. Vanaf 1984 trad hij ook weer als dirigent van eigen werk op.

## Composities

### Werken voor orkest

#### Symfonieën
- 1932 Symfonie nr. 1 in a klein
  1. Introduction – Vivace – Andante – Vivace
  2. Variation – slow
  3. Vivace
- 1933 Symfonie nr. 2 in E groot
- 1933 Symfonie nr. 3 in F groot
- 1945-1946 Symfonie no. 4 "Arctis" in B
- 1948 Symfonie nr. 5
- 1956 Symfonie nr. 6
- 1959 Symfonie nr. 7, voor orkest en orgel
- 1961 Symfonie nr. 8
- 1969 Symfonie nr. 9
- 1981 Symfonie nr. 10 (November Journeys), voor Piccolotrompet, 3 trompetten, 1 flügelhoorn, 3 hoorns, 3 trombones, 1 eufonium en 1 tuba
- 1985 Symfonie nr. 11
- 1989 Symfonie nr. 12

#### Concerten voor instrumenten en orkest
- 1963 Concerto nr. 1 (Scapegoat), voor piano en orkest
- 1964 Concerto nr. 2, voor piano en orkest
- 1968 Concerto nr. 3, voor piano en orkest
- 1970 Concerto nr. 4, voor piano en orkest
- 1970 Concerto nr. 1, voor viool en harmonieorkest
- 1977 Concerto nr. 2, voor viool en strijkorkest
- 1997 Concerto, voor cello en orkest

#### Andere werken voor orkest
- 1938 The Serf – Prelude Act II
- 1947 Overture "The Serf"
- 1951 Overture "John Socman"
- 1969 Charade, suite voor orkest
- 1990 Le Pont Du Gard
- 1992 Dying Tree
- 1993 Floating Cloud
- 1996 In Memoriam (Orkest versie van "Royal Parks Suite")
- 1997 Suite uit "The Serf" no 1
- 1997 Suite uit "The Serf" no 2

### Werken voor harmonieorkest en brassband
- 1941 HMS Trinidad March, voor harmonieorkest of brassband
- 1984 Royal Parks, suite voor brassband
- 1986 Diversions on Bass Theme, voor brassband
- 1987 English Heritage, voor brassband
- 1987 Forest of Arden, symfonische schetsen voor harmonieorkest
- 1991 Evening Song, voor brassband
- 1993 King's Messenger, voor brassband

### Missen en gewijde muziek
- 1980 Pervigilium Veneris (The Vigil of Venus), voor sopraan, tenor, gemengd koor en groot orkest
- 1992 A Symphonic Mass voor gemengd koor, orgel en orkest
- 1995 A Litany, voor sopraan, bariton, gemengd koor en orkest
- 1995 Psalm 130, voor gemengd koor a capella
- 1995 Invocation to the Virgin Mary, voor gemengd koor a capella
- 1998 Requiem / De Profundis, voor countertenor, gemengd koor en orgel

### Muziektheater

#### Opera's
| Voltooid in | titel       | aktes   | première                                                 | libretto      |
| ----------- | ----------- | ------- | -------------------------------------------------------- | ------------- |
| 1934        | Iernin      | 3 aktes | 6 november 1934, Penzance                                | William Lloyd |
| 1938        | The Serf    |         | 20 oktober 1938, Londen, Royal Opera House Covent Garden | William Lloyd |
| 1951        | John Socman | 3 aktes | 15 mei 1951, Bristol                                     | William Lloyd |

### Kamermuziek
- 1975 Lament, Air and Dance, voor viool en piano
- 1976 Sonata, voor viool en piano
- 1981 A Miniature Triptych, voor koperkwintet

### Werken voor piano
- 1966 An African Shrine
- 1971 Aubade, voor 2 piano's
- 1972 St. Antony & the Bogside Beggar
- 1972 The Lily Leaf and the Grasshopper
- 1972 The Road Through Samarkand
- 1972 The Aggressive Fishes
- 1972 Transformation of that Naked Ape, suite
- 1987 Intercom Baby
- 1989 Eventide, voor 2 piano's
- 1995 The Road Through Samarkand, voor 2 piano's